# Ivan Dominik Marcot
Ivan Dominik Marcot de Serafinis, zvani Foconio (tal. Giovanni Domenico Marcot de Serafinis Foconio, lat. Iohnnes Dominicus Marcot de Serafinis dictus Foconius) (Venecija, oko 1541. – Murano, 2. kolovoza 1602.), talijanski svećenik i splitski nadbiskup i metropolit. Naslijedio je 3. kolovoza 1575. Alojzija Michielija na nadbiskupskoj stolici, a palij je primio 5. studenoga 1582. godine.

## Vanjske poveznice
- Milan Ivanišević: Nadbiskupski pohodi župama Vranjicu, Mravincima i Kučinama do godine 1764. (pdf)

| Titule u Katoličkoj Crkvi    | Titule u Katoličkoj Crkvi      | Titule u Katoličkoj Crkvi       |
| ---------------------------- | ------------------------------ | ------------------------------- |
| prethodnik Alojzije Michieli | splitski nadbiskup 1582.–1602. | nasljednik Markantun de Dominis |